# Grania incerta
Grania incerta är en ringmaskart som beskrevs av Coates och Erséus 1980. Grania incerta ingår i släktet Grania och familjen småringmaskar. Inga underarter finns listade i Catalogue of Life.